# Lygaeus equestris
Lygaeus equestris, conocida vulgarmente como chinche de campo, es una especie de insecto perteneciente a la familia Lygaeidae, subfamilia Lygaeinae. Se encuentra en Europa, África,Argentina y Asia (excluyendo China). Se alimenta de Taraxacum y Vincetoxicum.

## Descripción

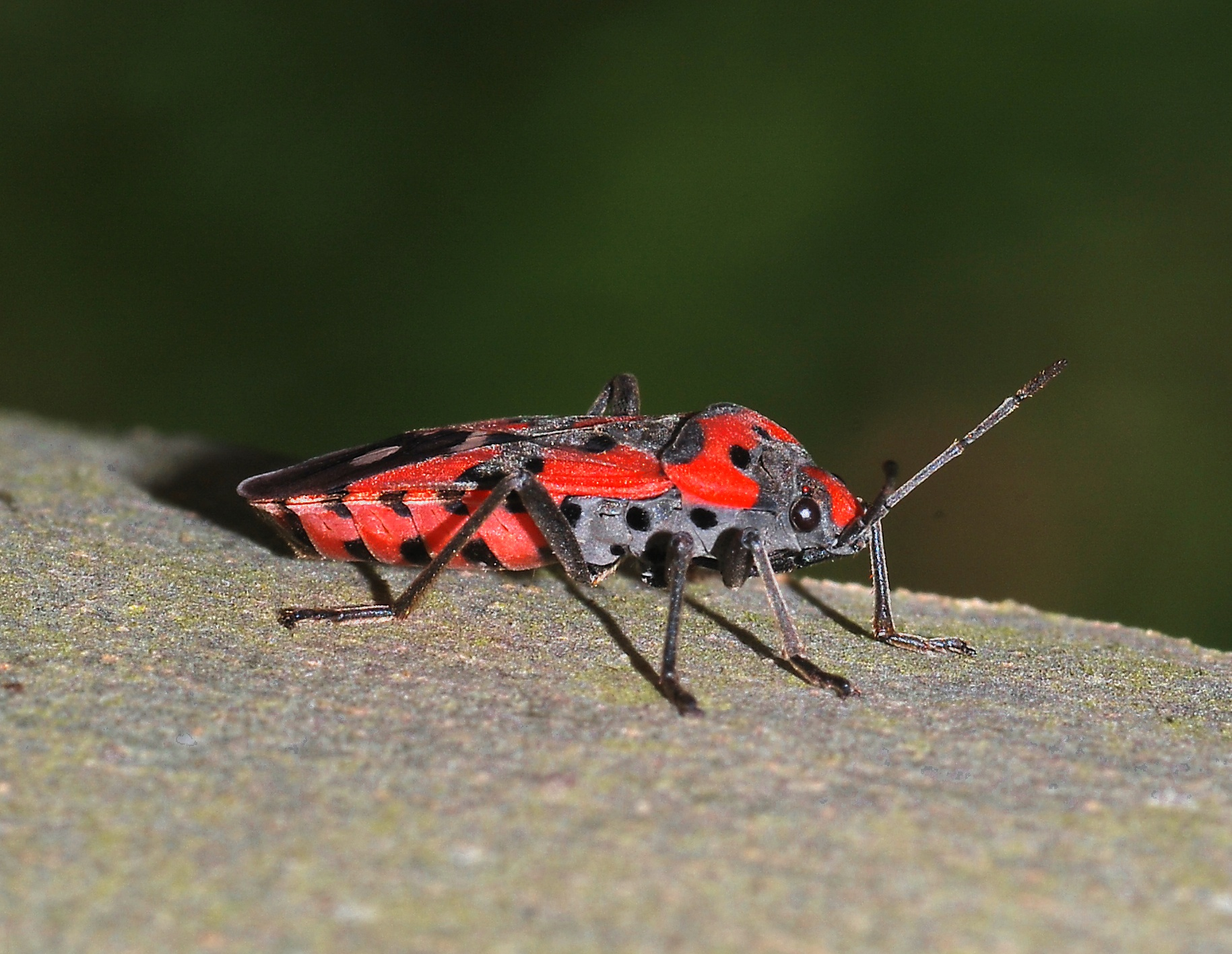
Lygaeus equestris, vista lateral

Estos bichos pueden medir aproximadamente 11 a 12 milímetros de longitud.  Tienen un característico patrón de color rojo-negro, alas y patas bien desarrolladas. Los élitros tienen en su parte rígida roja, dos bandas transversales negras. La parte membranosa es negra con una mancha redonda blanca. El escutelo carece de cerdas pero tiene pelos diminutos. 